# FreeMarker
FreeMarker是一个基于Java的模板引擎，最初专注于使用MVC软件架构生成动态网页。但是，它是一个通用的模板引擎，不依赖于servlets或HTTP或HTML，因此它通常用于生成源代码，配置文件或电子邮件。FreeMarker是自由软件。